# Fosa
Fosa madagaskarská (Cryptoprocta ferox) je šelma endemická pro Madagaskar. Je řazena do čeledi madagaskarské šelmy (Eupleridae), blízce příbuzné promykovitým (Herpestidae). Klasifikace druhu je poměrně složitá, protože z fyziologického hlediska se fosy podobají kočkám, ale mají také mnoho vazeb na cibetkovité (Viverridae) a promykovité šelmy. Genetické studie prokázaly, že fosy a ostatní madagaskarské šelmy jsou si blízce příbuzné a tvoří samostatný kladogram.
Fosa je největším masožravým savcem Madagaskaru: lze ji srovnávat například s malými pumami americkými (Puma concolor). Tělo dospělých jedinců měří na délku 70 až 80 cm a váží mezi 5,5 a 8,6 kg. Samci jsou větší než samice. Mají zatažitelné drápy a flexibilní kotníky, což jim umožňuje lézt po stromech nahoru a dolů hlavou napřed a skákat ze stromu na strom.
Obývají výhradně zalesněné lokality a aktivně loví ve dne i v noci. Více než 50 % ze stravy fos tvoří lemuři, zbytek tvoří ještěrky (Lacertidae), hlodavci (Rodentia) a ptáci (Aves). Páření většinou probíhá na rovných větvích stromů a může trvat i několik hodin. Po úspěšném spáření je samice březí tři měsíce. Vrh čítá od jednoho do šesti mláďat, která se rodí slepá a bezzubá. Pohlavní dospělosti fosy dosahují ve věku tří až čtyř let.
Dle Mezinárodního svazu ochrany přírody (IUCN) druhu fosa přísluší status zranitelný. Největší hrozbou pro jejich populace je ztráta přirozeného prostředí.

## Nomenklatura

### Etymologie
Rodový název Cryptoprocta má původ v řeckých slovech crypto, tedy skrytý, a procta – řiť. Toto jméno vzniklo kvůli tomu, že fosy mají řitní otvor ukrytý v análním váčku. Druhové jméno ferox je přídavné jméno pocházející z latiny a znamená divoký. Na Madagaskaru jsou fosy označovány stejně jako v češtině, tedy fosa. Toto slovo má kořeny v austronéských jazycích, nicméně není přesně znám jeho původ. Mohlo vzniknout z ibanského slova Posa, značícího kočku, nebo také z malajského slova Pusa, které odkazuje na druh lasice východní (Mustela nudipes).
Jménem se fosy podobají fanalokám (Fossa fossana), ale i přes podobné jméno si tyto druhy nejsou blízce příbuzné.

### Taxonomie

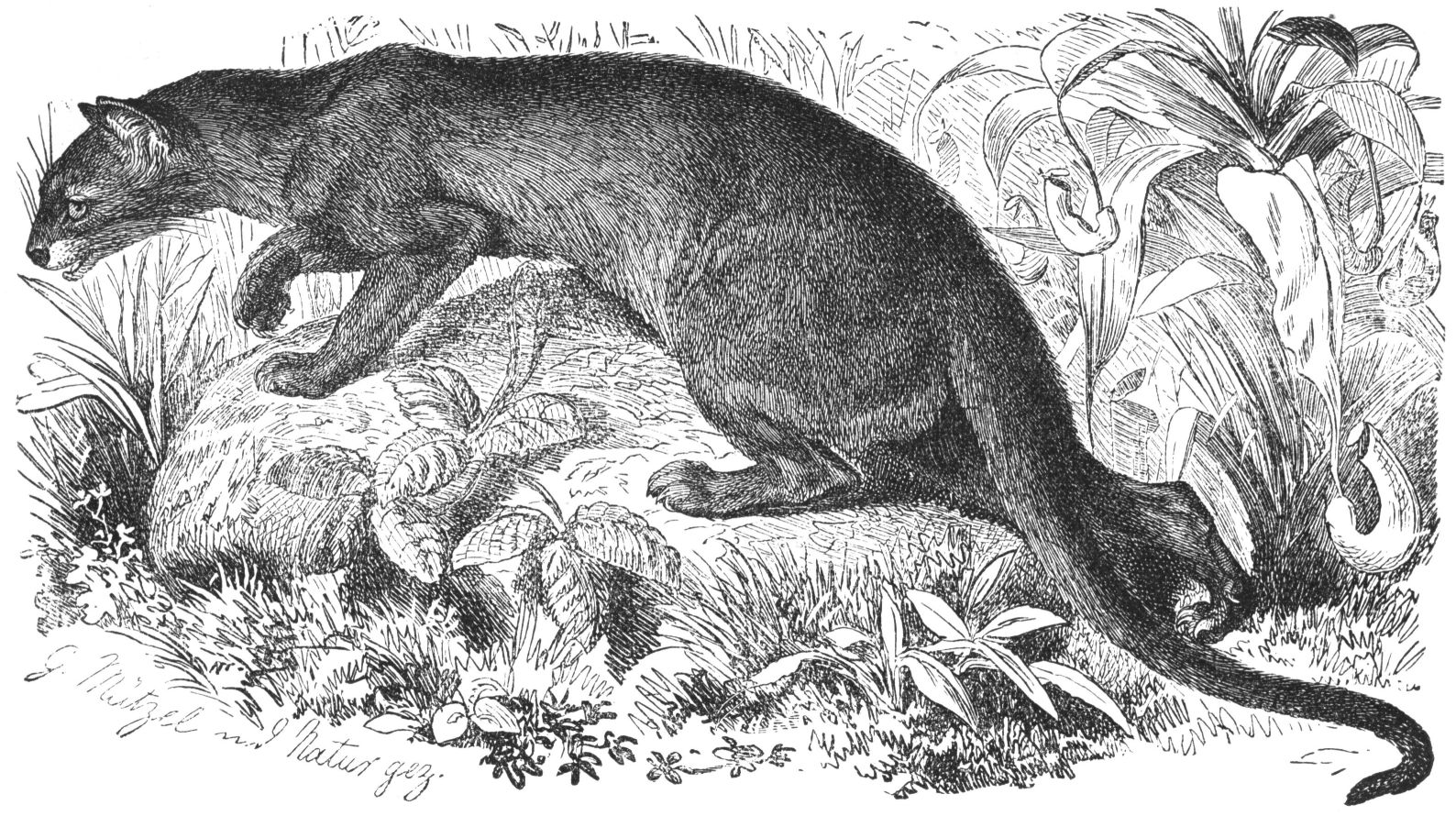
Kresba fosy Gustava Mützela z roku 1876

Druh fosa byl oficiálně popsán v roce 1833 Edwardem Turnerem Bennettem na základě vzorku zaslaného Charlesem Telfairem. Vzhledem k vlastnostem, které mají fosy společné s kočkami, promykovitými a cibetkovými, bylo ale těžké druh správně zařadit. Benett původně druh zařadil druh mezi cibetky a tato klasifikace se zachovala po dlouhou dobu. Kompaktní mozkovna, velké oční důlky, zatažitelné drápy a chrup uzpůsobený pro masožravce je ale spojoval spíše s kočkami. Roku 1939 William King Gregory a Milo Hellman zařadili druh do vlastní podčeledi kočkovitých šelem pojmenované Cryptoproctinae. George Gaylord Simpson ale roku 1945 fosy zařadil zpět mezi cibetkovité, přestože uznal, že existuje spojitost s kočkami.

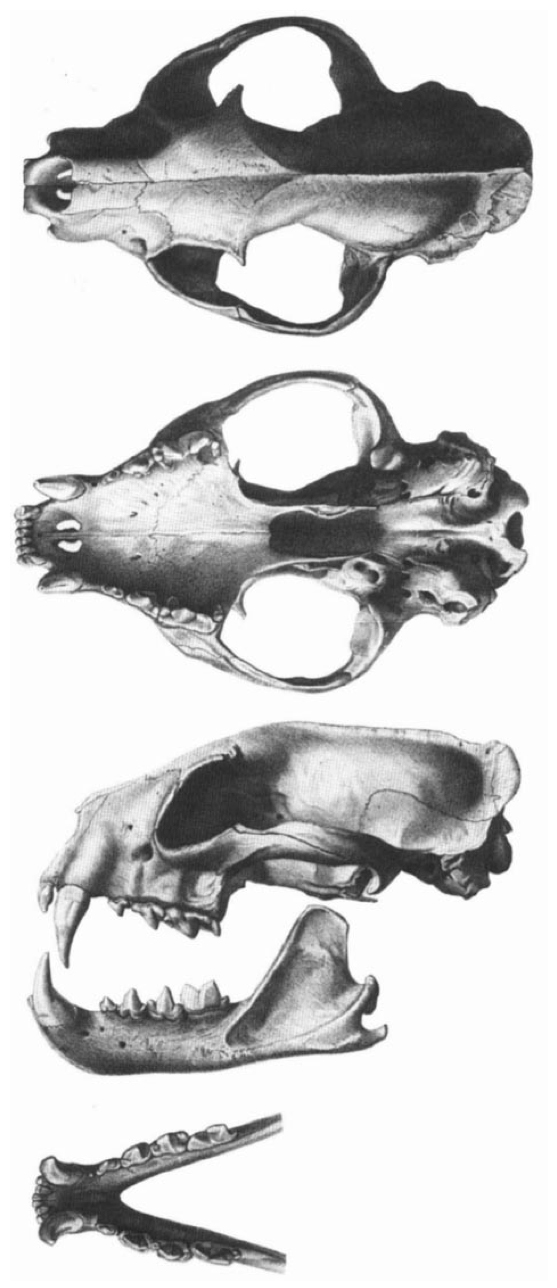
Lebka dospělé fosy: pohled shora, zdola, ze strany a dolní čelist ze strany a shora

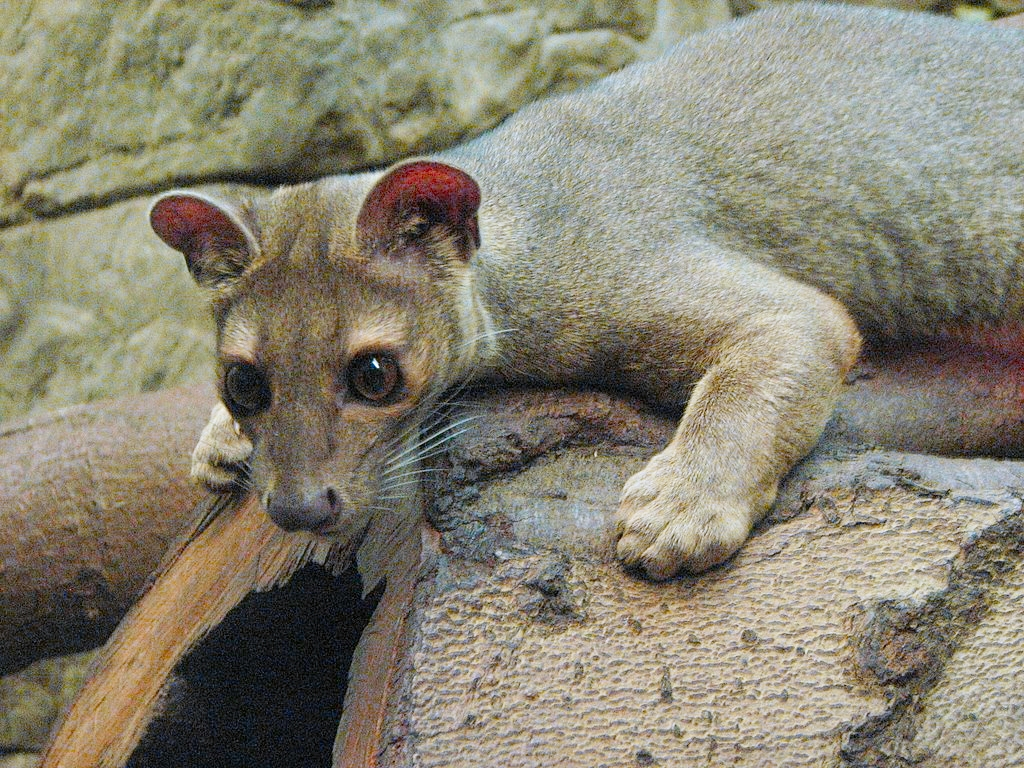
Fosa chovaná v zoo v americkém Cincinnati

Roku 1993 Géraldine Veron a François Catzeflis zveřejnili studii DNA, ze které vyplývalo, že jsou fosy geneticky blíže spíše promykovitým šelmám než kočkám a cibetkám. O dva roky později zkoumal Veron DNA fos znovu, ale tentokrát došel k závěru, že patří mezi kočky. Roku 2003 ale přišel zlom: Anne Yoder díky molekulární fylogenetice, jaderné DNA a mitochondriální DNA zjistila, že všechny madagaskarské šelmy mají společné předky. Díky tomu se madagaskarské šelmy oficiálně zařadily mezi monofyletické taxony a vytvořily samostatný kladogram. Jejich nejbližšími příbuznými jsou pravděpodobně afričtí a asijští savci z čeledi promykovití. Všechny madagaskarské šelmy mají proto samostatnou čeleď. V rámci této čeledi jsou fosy společně s pucholy malými (Eupleres goudotii) a pucholy velkými (Eupleres major) zařazeny v podčeledi madagaskarští pucholové. Jejich příbuzenské vztahy s cibetkami zůstávají nejasnou záležitostí.
Krom tohoto druhu fosy byly ale odkryty i fosilie podobného druhu, který byl roku 1902 popsán jako samostatný pod názvem Cryptoprocta spelea. Tento vyhynulý druh byl mnohem větší než současné fosy, mimo to jsou si druhy stavbou těla podobné. Obyvatelé Madagaskaru navíc rozdělují fosy na dva typy: větší černé fosy a menší načervenalé. Na jihozápadě ostrova byly dokonce hlášeny případy bílých fos. Není jasné, zda se jedná spíše o lidové označení, vytvořené na základě množství melaninu nebo obecně leucismu, nebo se skutečně jedná o samostatné druhy.
| Cryptoprocta | \| \| C. ferox (Fosa) \| \| \| \| \| \| †C. spelea \| \| \| \| |
|              | \| \| C. ferox (Fosa) \| \| \| \| \| \| †C. spelea \| \| \| \| |
|              | Fossa (Fanaloka)                                               |
|              |                                                                |
|              | C. ferox (Fosa)                                                |
|              |                                                                |
|              | †C. spelea                                                     |
|              |                                                                |

|  | C. ferox (Fosa) |
|  |                 |
|  | †C. spelea      |
|  |                 |

|  | Galidictis                                                                    |
|  |                                                                               |
|  | \| \| Salanoia \| \| \| \| \| \| Mungotictis (Galidie tenkopruhá) \| \| \| \| |
|  |                                                                               |
|  | Salanoia                                                                      |
|  |                                                                               |
|  | Mungotictis (Galidie tenkopruhá)                                              |
|  |                                                                               |

|  | Salanoia                         |
|  |                                  |
|  | Mungotictis (Galidie tenkopruhá) |
|  |                                  |

|  | Galidictis                                                                    |
|  |                                                                               |
|  | \| \| Salanoia \| \| \| \| \| \| Mungotictis (Galidie tenkopruhá) \| \| \| \| |
|  |                                                                               |
|  | Salanoia                                                                      |
|  |                                                                               |
|  | Mungotictis (Galidie tenkopruhá)                                              |
|  |                                                                               |

|  | Salanoia                         |
|  |                                  |
|  | Mungotictis (Galidie tenkopruhá) |
|  |                                  |

| Cryptoprocta | \| \| C. ferox (Fosa) \| \| \| \| \| \| †C. spelea \| \| \| \| |
|              | \| \| C. ferox (Fosa) \| \| \| \| \| \| †C. spelea \| \| \| \| |
|              | Fossa (Fanaloka)                                               |
|              |                                                                |
|              | C. ferox (Fosa)                                                |
|              |                                                                |
|              | †C. spelea                                                     |
|              |                                                                |

|  | C. ferox (Fosa) |
|  |                 |
|  | †C. spelea      |
|  |                 |

|  | Galidictis                                                                    |
|  |                                                                               |
|  | \| \| Salanoia \| \| \| \| \| \| Mungotictis (Galidie tenkopruhá) \| \| \| \| |
|  |                                                                               |
|  | Salanoia                                                                      |
|  |                                                                               |
|  | Mungotictis (Galidie tenkopruhá)                                              |
|  |                                                                               |

|  | Salanoia                         |
|  |                                  |
|  | Mungotictis (Galidie tenkopruhá) |
|  |                                  |

|  | Galidictis                                                                    |
|  |                                                                               |
|  | \| \| Salanoia \| \| \| \| \| \| Mungotictis (Galidie tenkopruhá) \| \| \| \| |
|  |                                                                               |
|  | Salanoia                                                                      |
|  |                                                                               |
|  | Mungotictis (Galidie tenkopruhá)                                              |
|  |                                                                               |

|  | Salanoia                         |
|  |                                  |
|  | Mungotictis (Galidie tenkopruhá) |
|  |                                  |

| Cryptoprocta | \| \| C. ferox (Fosa) \| \| \| \| \| \| †C. spelea \| \| \| \| |
|              | \| \| C. ferox (Fosa) \| \| \| \| \| \| †C. spelea \| \| \| \| |
|              | Fossa (Fanaloka)                                               |
|              |                                                                |
|              | C. ferox (Fosa)                                                |
|              |                                                                |
|              | †C. spelea                                                     |
|              |                                                                |

|  | C. ferox (Fosa) |
|  |                 |
|  | †C. spelea      |
|  |                 |

|  | Galidictis                                                                    |
|  |                                                                               |
|  | \| \| Salanoia \| \| \| \| \| \| Mungotictis (Galidie tenkopruhá) \| \| \| \| |
|  |                                                                               |
|  | Salanoia                                                                      |
|  |                                                                               |
|  | Mungotictis (Galidie tenkopruhá)                                              |
|  |                                                                               |

|  | Salanoia                         |
|  |                                  |
|  | Mungotictis (Galidie tenkopruhá) |
|  |                                  |

|  | Galidictis                                                                    |
|  |                                                                               |
|  | \| \| Salanoia \| \| \| \| \| \| Mungotictis (Galidie tenkopruhá) \| \| \| \| |
|  |                                                                               |
|  | Salanoia                                                                      |
|  |                                                                               |
|  | Mungotictis (Galidie tenkopruhá)                                              |
|  |                                                                               |

|  | Salanoia                         |
|  |                                  |
|  | Mungotictis (Galidie tenkopruhá) |
|  |                                  |

| Cryptoprocta | \| \| C. ferox (Fosa) \| \| \| \| \| \| †C. spelea \| \| \| \| |
|              | \| \| C. ferox (Fosa) \| \| \| \| \| \| †C. spelea \| \| \| \| |
|              | Fossa (Fanaloka)                                               |
|              |                                                                |
|              | C. ferox (Fosa)                                                |
|              |                                                                |
|              | †C. spelea                                                     |
|              |                                                                |

|  | C. ferox (Fosa) |
|  |                 |
|  | †C. spelea      |
|  |                 |

|  | Galidictis                                                                    |
|  |                                                                               |
|  | \| \| Salanoia \| \| \| \| \| \| Mungotictis (Galidie tenkopruhá) \| \| \| \| |
|  |                                                                               |
|  | Salanoia                                                                      |
|  |                                                                               |
|  | Mungotictis (Galidie tenkopruhá)                                              |
|  |                                                                               |

|  | Salanoia                         |
|  |                                  |
|  | Mungotictis (Galidie tenkopruhá) |
|  |                                  |

|  | Galidictis                                                                    |
|  |                                                                               |
|  | \| \| Salanoia \| \| \| \| \| \| Mungotictis (Galidie tenkopruhá) \| \| \| \| |
|  |                                                                               |
|  | Salanoia                                                                      |
|  |                                                                               |
|  | Mungotictis (Galidie tenkopruhá)                                              |
|  |                                                                               |

|  | Salanoia                         |
|  |                                  |
|  | Mungotictis (Galidie tenkopruhá) |
|  |                                  |

## Popis
Fosa může působit jako zmenšená forma pumy americké. Jedná se o dobře osvaleného savce se štíhlým tělem a ocasem, který je téměř tak dlouhý jako samotné tělo. Mozkovna je podobná jako u promykovitých šelem a širší než u kočkovitých šelem. Čenich je široký a krátký, uši zaoblené a velké. Oči s hnědými duhovkami jsou posazené daleko od sebe, zřítelnice jsou rozšířené a zužují se do štěrbin. Stejně jako ostatní druhy šelem, které loví převážně v noci, i oči fos odrážejí světlo. Odražené světlo má oranžový odstín. Délka těla dospělé fosy je 70 až 80 cm, ocas má mezi 65 a 70 cm. Pohlavní dimorfismus je u fos zřetelný: Zatímco samci váží 6,2 až 8,6 kg, váha samic se pohybuje od 5,5 do 6,8 kg. Byly dokonce hlášeny případy fos o váze až 20 kg, ale tyto údaje byly popřeny na základě nedůvěryhodného zdroje. Severní a východní Madagaskar většinou obývají menší jedinci, naopak na jihu a západě žijí urostlejší kusy. Fosy mají dobře vyvinutý zrak, sluch i čich. Navíc se jedná o zvířata, která ani v zajetí netrpí chorobami, které sužují jiné druhy šelem.
Samci i samice mají krátkou, rovnou a hustou srst bez skvrn nebo jiných znaků. Zbarvení bývá červenohnědé na většině těla, na slabinách, břiše a vnitřní straně nohou je světlejší až krémové. Kvůli načervenalému sekretu, který vylučují hrudní žlázy, mohou samci v období říje mít oranžovou srst na břiše, ale nejedná se o pravidlo. Ocas této šelmy bývá světlejší než zbytek těla. Mláďata jsou šedá až bílá.
Fosy jsou fyziologicky přizpůsobeny lezení po stromech. Používají ocas pro udržení rovnováhy a zatahovatelné drápy, aby lépe šplhaly po stromech. Kotník a chodidla fos jsou velice flexibilní a díky tomu se může noha zvířete natočit tak, aby mohla správně uchopit kmen a vylézt po něm nebo naopak slézt hlavou dolů. Fosy umějí také skákat ze stromu na strom. Tlapy jsou chráněny silnými polštářky.
Fosy mají množství pachových žláz, avšak u samic méně vyvinutých. Stejně jako vyhynulý rod z čeledi hyenovitých Herpestides mají perianální žlázy umístěny v análním váčku, který obklopuje řitní otvor. Penilní žlázy se zase nacházejí převážně v okolí penisu nebo pochvy a produkují silný pach. Stejně jako již zmíněný rod šelem Herpestides nemají šourek. Samci fos mají neobvykle velký penis a pyjovou kost: Při erekci dosahuje až k předním nohám a průměrná tloušťka je 20 mm. Jedinečné jsou ale spíše samičky: Těm mezi prvním a druhým rokem života začne růst velký klitoris, pokrytý ostrými výrůstky i s pyjovou kostí, takže připomíná spíše samčí pohlavní orgán. Vylučuje navíc stejný naoranžovělý sekret, jako je tomu u samců. Se stárnutím se pyjová kost zmenšuje.

### Srovnání s příbuznými šelmami
Obecně lze říci, že fosy mají společné rysy se zástupci dalších tří čeledí. S kočkovitými mají společné především návyky spojené s jídlem a trávení. Jedná se například o tvar zubu, obličejovou část lebky, jazyk a samotný trávicí trakt. Některé části lebky fos se zase podobají zástupcům rodu cibetka (Viverra) a samotná stavba těla je podobná jako u promykovitých. Zubní vzorec stálého chrupu je {\displaystyle {3.1.3-4.1 \over 3.1.3-4.1}} (tři řezáky, jeden špičák, tři nebo čtyři třenové zuby a jedna stolička na každé straně horní i dolní čelisti). Dočasný chrup bývá podobný s tím rozdílem, že chybějí čtvrtý třenový zub a stolička.

## Chování

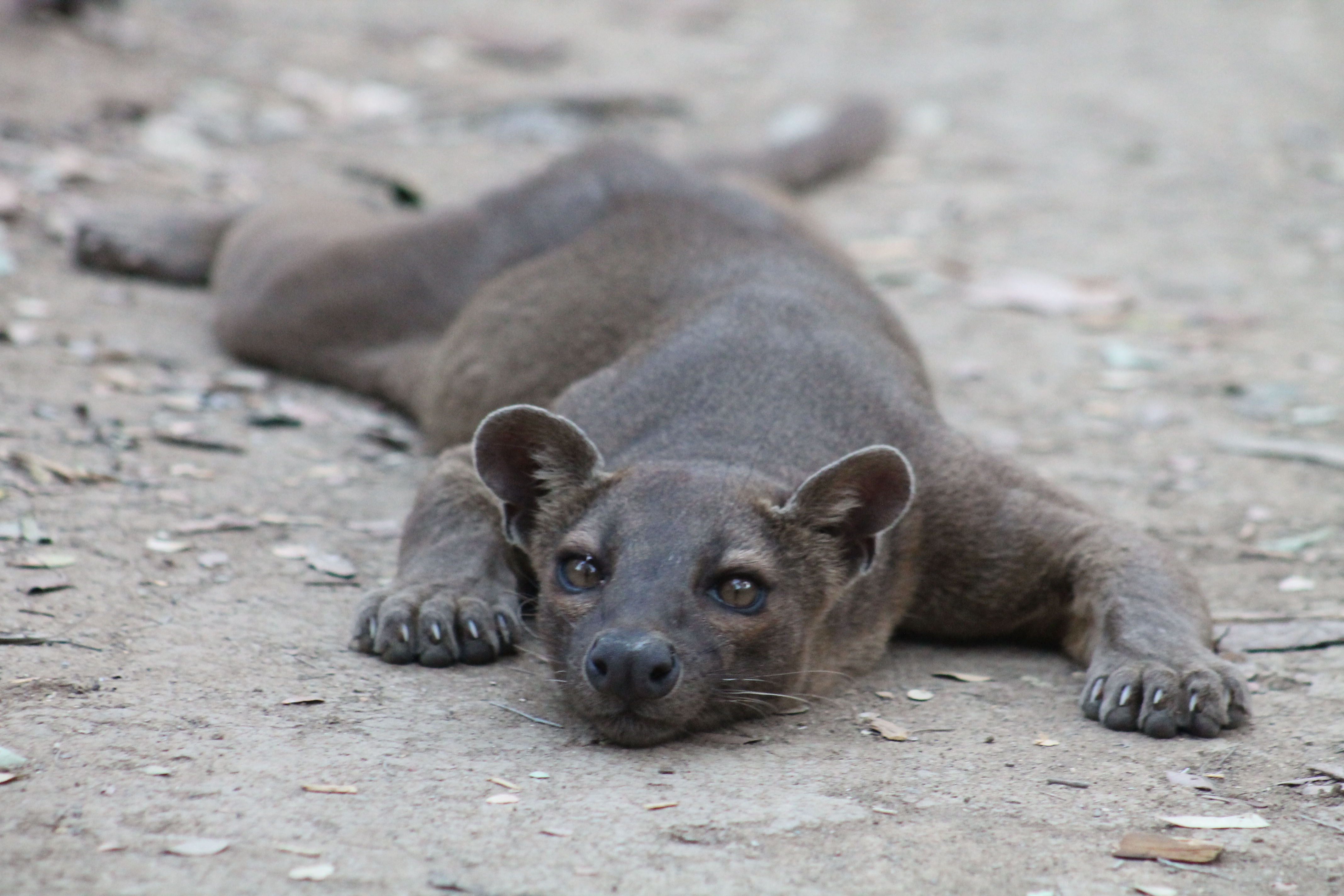
Odpočívající fosa

Fosy jsou aktivní během dne i v noci. Vrchol jejich aktivity nastává brzy ráno nebo naopak pozdě odpoledne či dlouho v noci. Během dne se přesouvají a spí na příhodných místech, jen samice s mladými se na noc vrací do nory. Během jednoho dne urazí dospělí jedinci 2 až 5 km, ve výjimečných případech to může být i 7 km. Jednotlivci si vymezují svá území: Například samci v rezervaci Kirindy mívají teritorium o rozloze až 26 km2, zatímco území samic v této rezervaci bývá poloviční, tedy 13 km2. V období sucha se vymezená území, pravděpodobně kvůli nedostatku potravy a vody, zvětšují. V roce 1998 se odhadovalo, že v rezervaci Kirindy připadá jedna fosa na 4 km2. Podobná pozorování proběhla i mezi léty 1994 a 1996 a tehdy jedna dospělá fosa připadala na 5,6 km2.
Vyjma samic s mladými žijí fosy většinou jednotlivě. Nicméně existují i případy větších skupin: V roce 2009 vyšla studie, během níž byla zaznamenána smečka tří fos, které společně lovily sifaku malého (Propithecus verreauxi).
Fosy komunikují pomocí zvuků, pachů i gest. Mezi zvukové projevy patří například vrčení a výstražné volání. Naopak dlouhé a vysoké tóny slouží k přivolání dalších fos. Během páření pak samice vydávají zvuky podobné kočičímu mňoukání. Fosy celoročně produkují sekret z análních žláz na stromy nebo skály, což slouží především ke značení teritoria. Umějí komunikovat i pomocí grimas a pohybů; co přesně ale jednotlivá gesta znamenají, je nejisté. Agresivita se u dospělých jedinců projevuje jen v období páření, především pak samci svádějí souboje se soky. Rvačka je většinou krátká a pro poraženého nebývá smrtelná. V zajetí nejsou fosy vůči lidem agresivní.

### Potrava
Fosy jsou masožravá zvířata a jejich jídelníček tvoří především malí a střední živočichové. Tento druh je jedním z osmi masožravců endemických pro Madagaskar a je také tím největším z nich. Jako jediné jsou ale fosy schopny lovit jakékoli druhy lemurů. Právě pro ně jsou fosy hlavními predátory.

## Chov
První odchov fos v zajetí se uskutečnil roku 1974 ve Francii. V Česku tato zvířata v minulosti chovala například Zoo Olomouc a v Ústí nad Labem, kde se podařily i odchovy. K roku 2024 byly fosy v Česku chovány ve třech zoologických zahradách – Zoo Praha, Safari Park Dvůr Králové a Zoo Tábor.

### Safari park Dvůr Králové nad Labem
První fosy sem byly dovezeny již v 80. létech 20. století a chov zde probíhal nepřetržitě až do roku 2010, kdy byl chov ukončen. Za tuto dobu se podařilo odchovat šestnáct mláďat, Královédvorský safari park byl dokonce 5. na světě, kde se podařilo odchovat mládě. V roce 2017 došlo k obnově chovu. Nejprve byl dovezen samec z Lipské zoologické zahrady a později k němu přibyla i samice. V následujícím roce 2018 se narodila a podařila odchovat dvě mláďata. Fosa je zde umístěna v expozici pavilónu Madagaskar a tropický les.

### Zoo Praha
Budoucí chovný pár fos se od srpna 2024 zabydluje v pavilonu šelem a plazů v dolní části zoologické zahrady.